# Wamkele Mene

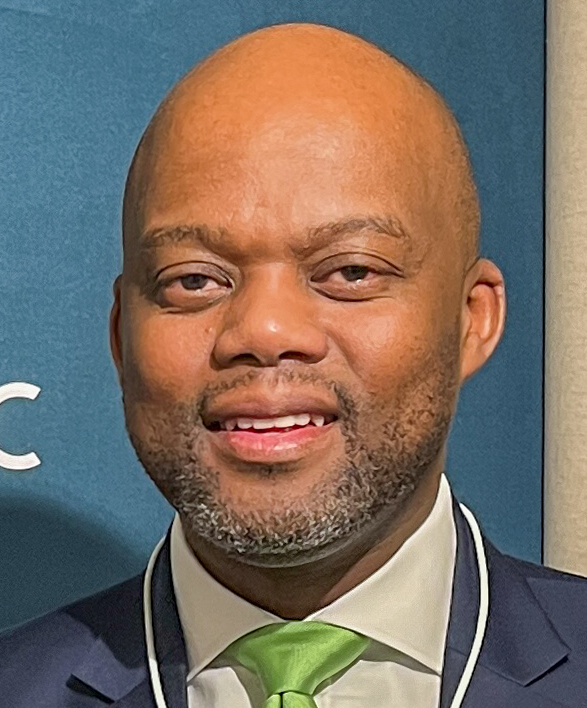
Wamkele Mene, 2024

Wamkele Keabetswe Mene (* in Uitenhage, Provinz Ostkap, Südafrika) ist ein südafrikanischer Diplomat und amtierender Generalsekretär der African Continental Free Trade Area (AfCFTA).

## Karriere
Mene wurde in Uitenhage nahe Port Elizabeth im Süden Südafrikas geboren und besuchte die Marymount High School sowie nach einem Schulwechsel die Trinity High School. Seine akademische Laufbahn trieb er maßgeblich in London voran, wo er einen Master of Laws an der London School of Economics and Political Science und einen Master of Arts in Internationalen Beziehungen und Diplomatie an der SOAS University of London erwarb. Darüber hinaus studierte er an der Rhodes-Universität in seiner Heimatregion Ostkap an der rechtswissenschaftlichen Fakultät und graduierte als Bachelor.
Nach seinem Studium war Mene für eine Anwaltskanzlei in London tätig, ehe er nach Südafrika zurückkehrte und für das Handelsministerium im Bereich Internationaler Handel tätig war. In dieser Funktion war er an zahlreichen Verhandlungen im Rahmen der Welthandelsorganisation (WTO) beteiligt und stieg im Jahr 2010 zum Botschafter Südafrikas bei der WTO in Genf auf. Dieses Amt hatte er bis ins Jahr 2015 inne, zudem war er von 2013 bis 2014 als Leiter des WTO-Komitees für den internationalen Handel mit Finanzdienstleistungen tätig.
Ab 2016 war er Chefunterhändler Südafrikas bei den Verhandlungen über das African Continental Free Trade Agreement, das die Errichtung einer afrikanischen Freihandelszone vorsieht. Das Abkommen wurde im Jahr 2018 von allen Mitgliedstaaten der Afrikanische Union bis auf Eritrea unterschrieben und danach schrittweise in den einzelnen Staaten ratifiziert. Basierend auf dem African Continental Free Trade Agreement konnte am 1. Januar 2021 die größte Freihandelszone Afrikas, die African Continental Free Trade Area, eingerichtet werden.
Bei einem Gipfel der Afrikanischen Union am 10. Februar 2020 in Addis Abeba wurde der Generalsekretär der AfCFTA gewählt, nötig war dabei eine Zweidrittelmehrheit unter den Staatsoberhäuptern der 54 Mitgliedstaaten der AfCFTA. Wamkele Mene wurde vom südafrikanischen Präsidenten Cyril Ramaphosa unterstützt, jedoch von der nigerianischen Regierung um Präsident Muhammadu Buhari abgelehnt, da dieser einen nigerianischen Gegenkandidaten bevorzugte. Schließlich konnte Mene im siebten Wahlgang die notwendige Zweidrittelmehrheit gewinnen und wurde damit zum ersten Generalsekretär der Afrikanischen Freihandelszone gewählt. Am 19. März 2020 wurde Mene auf sein neues Amt vereidigt.